# Józef Judycki
Józef Judycki herbu Radwan odmieny (ur. 1719, zm. 1797) – wódz naczelny armii litewskiej w czasie wojny polsko-rosyjskiej 1792, członek Sztabu Generalnego Wojska Wielkiego Księstwa Litewskiego w 1792 roku, marszałek Trybunału Głównego Wielkiego Księstwa Litewskiego w 1777 roku, strażnik wielki litewski w latach 1776-1789, oboźny wielki litewski w 1774 roku, marszałek rzeczycki w 1771 roku, starosta rzeczycki w 1773 roku.

## Życiorys
Nauki pobierał w Collegium Nobilium jezuitów w Wilnie, potem w pijarskim Collegium Nobilium w Warszawie. W 1767 już jako starosta bohiński i strzałkowski przystąpił do konfederacji radomskiej i został marszałkiem konfederackim powiatu lidzkiego. We wrześniu 1771 roku został marszałkiem powiatu mozyrskiego, został też pułkownikiem petyhorców. Od 1773 roku był starostą rzeczyckim W 1774 roku został oboźnym wielkim litewskim. Członek konfederacji Andrzeja Mokronowskiego w 1776 roku i poseł na sejm 1776 roku z powiatu rzeczyckiego.
W 1777 roku otrzymał Order Świętego Stanisława. Poseł na sejm 1778 roku z powiatu rzeczyckiego. Poseł na sejm 1782 roku z powiatu rzeczyckiego.
W 1783 kupił rangę generała lejtnanta dowodzącego I dywizją armii litewskiej (z gażą 12000 zł, wypłacaną ze skarbu I Rzeczypospolitej). W listopadzie 1785, jego dywizja, pełniąca służbę ochrony pogranicza starła się z oddziałem wojska rosyjskiego. Był posłem na sejm 1786 roku z województwa mińskiego. W 1789 wobec nacisku Sejmu Czteroletniego, na którym zarzucono mu kumulację urzędów, zrzekł się strażnikostwa. 2 maja 1792 został dowódcą regimentu IV buławy polnej litewskiej. Jesienią tego roku przeprowadził manewry wojsk litewskich pod Mińskiem.
Po wybuchu wojny z Rosją w 1792 r., urażony pominięciem go przy obsadzie stanowiska naczelnego wodza wojsk litewskich, został nim ks. Ludwik Wirtemberski, Judycki symulował chorobę i wyznaczył jako swojego zastępcę gen. Józefa Bielaka.
1 czerwca 1792 król Stanisław August Poniatowski odebrał naczelne dowództwo ks. Wirtemberskiemu, i powierzył je Judyckiemu. Wątpiąc w jego kunszt wojskowy dodano mu licznych doradców (m.in. Stanisław Kostka Potocki, Tomasz Wawrzecki). 11 czerwca stoczył przegraną bitwę pod Mirem z Rosjanami. Był oskarżany o tchórzostwo, ponieważ opuścił swoje wojsko i uciekł do Grodna. 23 czerwca odebrano mu dowództwo i przekazano gen. Michałowi Zabielle. Sejm grodzieński w 1793 wezwał go do przedstawienia rachunków i rozliczenia się z sum pobranych na wojsko.
Po II rozbiorze wstąpił ochotniczo do armii rosyjskiej.
W 1797 był jednym z 7 delegatów guberni mińskiej na koronację Pawła I.
Jakkolwiek odznaczał się osobistą odwagą, to pozbawiony szerszej wiedzy wojskowej w oczach współczesnych był postrzegany jako wódz nieudolny: mężny, ale wcale nie umiejętny.